# Arbejderstævnet i Kalundborg
|  | Denne artikel er oprettet af botten Steenthbot ud fra en ekstern database. Den kan derfor have sproglige fejl eller mangler. Denne skabelon kan fjernes efter kontrol af indholdet. |

Arbejderstævnet i Kalundborg er en dansk dokumentarisk optagelse fra 1952.

## Handling
Amtsarbejderstævnet, søndag d. 29 juni 1952.